# 福岡県道45号福岡空港線
福岡県道45号福岡空港線（ふくおかけんどう45ごう ふくおかくうこうせん）は、福岡県福岡市博多区を通る県道（主要地方道）である。

## 概要
福岡市博多区空港前3丁目から福岡市博多区板付1丁目に至る。
全線を政令指定都市である福岡市が管理する。福岡空港国内線ターミナルと国道3号・福岡高速2号太宰府線を結ぶ。空港の南東側を回り込むようなルートを取る。福岡県道24号福岡東環状線と同様、福岡市の環状道路の一部を構成する。
空港南側の区間は滑走路に近い。1996年（平成8年）6月13日に発生したガルーダ航空865便事故ではオーバーランしたガルーダ機が当路線を横切ったが、通行中の車との衝突はなかった。
路線は福岡空港国内線第2ターミナル前の空港北交差点を起点に、空港国内線ターミナルビルの前を通り、空港東側を南東に下る。空港南東端にある月隈小学校入口交差点を右折して空港南側を南西に進み、国道3号と交差し、福岡県道・大分県道112号福岡日田線と交差する板付交差点で終点となる。

### 路線データ
- 起点：福岡県福岡市博多区空港前3丁目（空港北交差点、福岡県道574号水城下臼井線上）
- 終点：福岡県福岡市博多区板付1丁目（板付交差点、福岡県道・大分県道112号福岡日田線交点）
- 総延長：2,996 m

## 歴史
- 1993年（平成5年）5月11日 - 建設省から、県道福岡空港線が福岡空港線として主要地方道に指定される[1]。

## 路線状況

### 重複区間
- 福岡県道574号水城下臼井線（福岡市博多区空港前3丁目・空港北交差点（起点） - 福岡市博多区月隈3丁目・月隈3丁目交差点）

## 地理

### 通過する自治体
- 福岡市（博多区）

### 交差する道路
| 交差する道路                                 | 交差する場所 | 交差する場所                     |
| -------------------------------------------- | ------------ | -------------------------------- |
| 福岡県道574号水城下臼井線 重複区間起点       | 空港前3丁目  | 空港北交差点 / 起点              |
| 福岡県道574号水城下臼井線 重複区間終点       | 月隈3丁目    | 月隈3丁目交差点                  |
| 福岡高速2号太宰府線 国道3号 / 福岡南バイパス | 西月隈3丁目  | 西月隈3丁目交差点 206 月隈出入口 |
| 福岡県道・大分県道112号福岡日田線            | 板付1丁目    | 板付交差点 / 終点                |

### 沿線
- 福岡空港国内線ターミナル
- 福岡市地下鉄空港線 福岡空港駅
- 東平尾公園
  - 博多の森球技場（ベスト電器スタジアム）
  - 博多の森陸上競技場
  - アクシオン福岡
  - 福岡県立総合プール
- 福岡市立席田中学校